# Claus und Forster
Claus und Forster ist ein deutsches Architekturbüro, das im Jahr 1980 von Wilfried Claus und Günter Forster in München gegründet wurde.

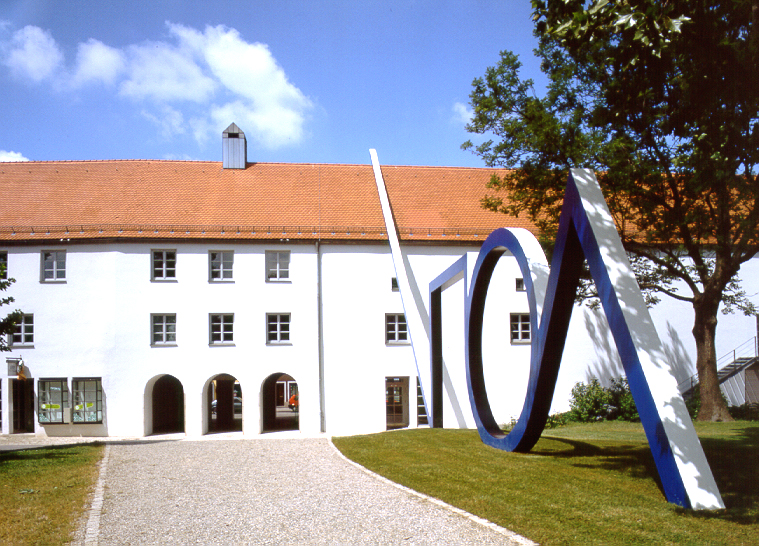
Museum für Konkrete Kunst, Ingolstadt

## Partner
Wilfried Claus war Mitarbeiter bei Peter C. von Seidlein und Carl Volland. Er war wissenschaftlicher Assistent an der Technischen Universität München bei Otto Meitinger am Lehrstuhl für Entwerfen und Denkmalpflege. Er legte das Staatsexamen ab und wurde zum Regierungsbaumeister ernannt und ist Mitglied im Bund Deutscher Architekten.
Günter Forster war Mitarbeiter bei Josef Karg und Behnisch & Partner. Er war wissenschaftlicher Assistent an der Technischen Universität München bei Josef Wiedemann und Otto Meitinger am Lehrstuhl für Entwerfen und Denkmalpflege. Er ist Mitglied im Bund Deutscher Architekten.

## Bauten

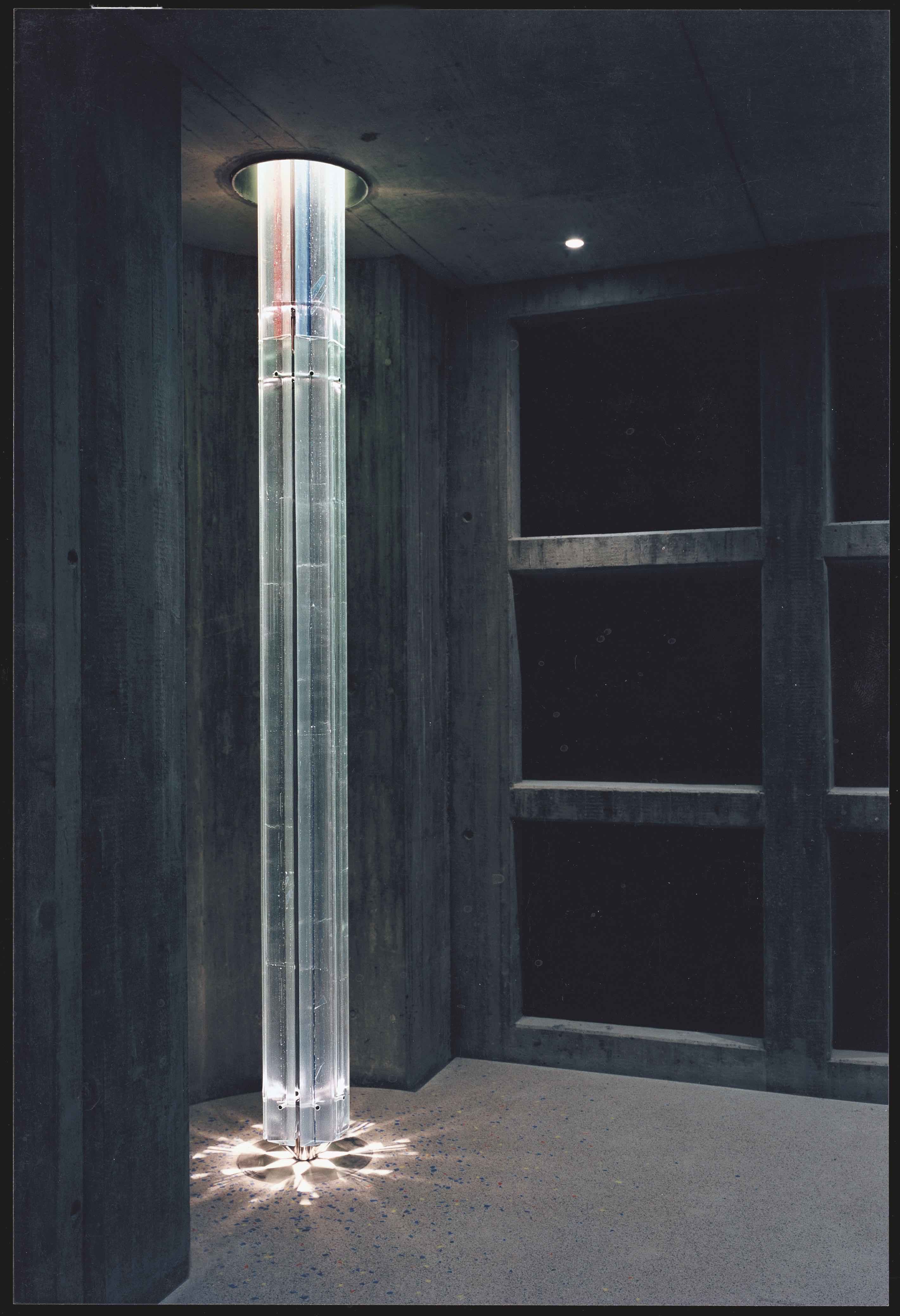
Winterkapelle, Kloster Ettal – Lichtglassäule von Florian Lechner

Bauten von Claus und Forster wurden von Architekturfotografen Werner Prokschi fotografisch dokumentiert.
- 1989–1992: Museum für Konkrete Kunst, Ingolstadt mit Martinka + Grad
- 1990–1992: Stellwerk am Umschlagbahnhof, Riem
- 1990–1993: Grund- und Sonderschule Kirchenstraße, München
- 1993: Westeingang Donaukaserne, Ingolstadt mit Martinka + Grad
- 1995–1996: Autobahnmeisterei, Inning
- 1994–1998: St. Josef der Arbeiter, Waldram[2]
- 1995–1998: Winterkapelle, Kloster Ettal mit Florian Lechner[3]
- 1995–1998: U-Bahnhof Gern, München
- 1997–2000: Altes Schloss Herrenchiemsee mit Lichtplaner Walter Bamberger
- 1999–2000: Pfarrheim St. Heinrich, München
- 2000: Lüftungs- und Betriebsgebäude Tunnel, Farchant
- 1999–2001: Polizeiinspektion, Kelheim
- 2000–2004: Um- und Neubau St. Matthias, Waldram
- 2003–2007: Erweiterung Ignaz-Kögler-Gymnasium, Landsberg am Lech[4]
- 2005–2007: Sanierung Münchner Stadtmuseum
- 2005–2008: Umbau Schloss Cadolzburg mit Lichtplaner Walter Bamberger[5]
- 2007–2008: Auferstehungskirche Wolnzach
- 1997–2010: Mädchenrealschule Hl. Blut, Erding[6]
- 2013: Autobahnmeisterei, Holzkirchen mit Ingenieur Bernhard Behringer
- 2015: Gemeindehaus Friedenskirche, Trudering mit Ingenieur Bernhard Behringer
- 2002–2010: Umbau und Sanierung Schloss Fürstenried

## Auszeichnungen und Preise
- 1993: BDA-Preis Bayern für Museum für Konkrete Kunst[7]
- 1998: Auszeichnung – Architekturpreis Ziegelforum für Pfarrkirche St. Josef der Arbeiter, Waldram
- 1998: Anerkennung – Holzbaupreis Bayern für Weststoffhof, München
- 2001: Anerkennung – Architekturpreis Ziegelforum für Pfarrheim St. Heinrich, München
- 2002: Renault traffic design award für Lüftungs- und Betriebsgebäude Tunnel, Farchant[8]
- 2002: Anerkennung – Architekturpreis Ziegelforum für Polizeiinspektion, Kelheim
- 2003: Silber IOC/IAKS Award für Doppelsporthalle Heilig Blut Erding[9]
- 2003: Lobende Erwähnung – Deutscher Holzbaupreis für Mädchenrealschule, Erding